# Ray Poindexter
Ray Amar Poindexter (* 16. října 1973 Oklahoma, USA) je americký basketbalista. Je vysoký 210 cm.
V československé basketbalové lize hrál za klub Sparta Praha jednu sezónu 1996/1997 (9. místo). V ligové soutěži dominoval pod koši, ve 35 zápasech zaznamenal 501 bodů a měl průměry na zápas 14.3 bodů, 8 doskočených a 2 blokované míče, užitečnost 24,4.   
S týmem Sparty Praha se zúčastnil jednoho ročníku evropských klubových pohárů v basketbale FIBA Poháru Korač 1996/1997, v němž vyřadila polský klub Polonia Przemysl a ze čtyřčlenné čtvrtfinálové skupiny však dále nepostoupila, když měla tyto výsledky zápasů: francouzský Levallois SC (59-72, 45-82), chorvatský Benston Zagreb (63-90, 41-60) a izraelský Maccabi Rishon (69-94, 80-84).

## Sportovní kariéra

### kluby
- 1994-1996 Univerzita Tulsa (NCAA, USA)
- 1996-1997 Sparta Praha, 9. místo (1997), celkem 35 zápasů a 501 bodů
- Falco KC Szombathely (Maďarsko)
- Billings RimRockers (USA)

### FIBA Evropský basketbalový pohár klubů
- FIBA Poháru Korač 1996/1997
- Sparta Praha v ročníku 1996/97, Ray Poindexter 8 zápasů, celkem 113 bodů a 53 doskoků